# Pseudathanas
Pseudathanas is een geslacht van kreeftachtigen uit de klasse van de Malacostraca (hogere kreeftachtigen).

## Soort
- Pseudathanas darwiniensis Bruce, 1983